# Fimpen il goleador
Fimpen il goleador (Fimpen) è un film del 1974 diretto da Bo Widerberg.

## Trama
È la storia di un bambino talmente bravo a giocare a calcio che arriva ad essere convocato dalla nazionale svedese.
Il successo e la fama però non gli permettono di vivere serenamente la sua infanzia e di svolgere regolarmente gli studi come tutti gli altri bambini. Partecipano alla pellicola i giocatori della nazionale svedese di calcio dell'epoca.